# Ajmak kobdoski
Ajmak kobdoski (mong. Ховд аймаг) – jeden z 21 ajmaków w Mongolii, znajdujący się w zachodniej części kraju. Stolicą ajmaku jest Kobdo, znajdujące się 1200 km na zachód od stolicy kraju Ułan Bator.
Utworzony w 1931 roku ajmak obejmuje powierzchnię 76 100 km². Rozciąga się od jeziora Char Us nuur do granicy z Chinami. Gospodarka oparta na eksploatacji złóż węgla i innych zasobów. W rolnictwie dominuje uprawa zbóż oraz warzyw, głównie ziemniaka.
Liczba ludności w poszczególnych latach:
| 1979   | 1989   | 2000   | 2010   |
| ------ | ------ | ------ | ------ |
| 63 000 | 76 600 | 86 831 | 76 252 |

Teren ajmaku zamieszkuje kilkanaście mniejszości etnicznych.

## Somony
Ajmak kobdoski dzieli się na 16 somonów:
| - Altaj - Bujant - Bulgan - Ceceg - Czandman´ - Dariw - Dörgön - Duut | - Dzerg - Erdenbüren - Chowd - Manchan - Mönchchajrchan - Möst - Mjangad - Üjencz |